# Stephen Milne (futbolista)

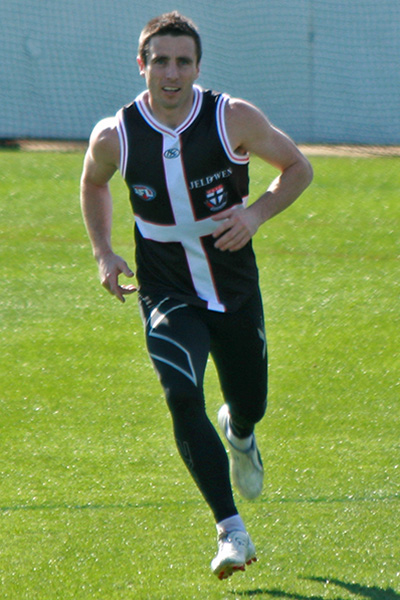
Stephen Milne

Stephen Milne (nacido el 8 de marzo de 1980) es un futbolista de reglas australianas del Club de St Kilda Football en la Liga de fútbol australiano (AFL). Es un alero, que tiene el récord de la AFL por más goles con patadas en el Estadio Docklands y la mayoría de los partidos disputados por un jugador originariamente preparado a través del Proyecto de novato.